# Małgorzata Furche-Jurczyk
Małgorzata Furche-Jurczyk – polska instrumentalistka, dr hab. profesor nadzwyczajny  Wydziału Edukacji Muzycznej Uniwersytetu Kazimierza Wielkiego w Bydgoszczy i Katedry Fortepianu Wydziału Instrumentalnego Akademii Muzycznej im. Feliksa Nowowiejskiego w Bydgoszczy.

## Życiorys
Studiowała w Akademii Muzycznej w Bydgoszczy, a także jest absolwentką studiów podyplomowych Akademii Muzycznej w Warszawie. Obroniła pracę doktorską, w 2010 habilitowała się na podstawie oceny dorobku naukowego i pracy.
Objęła funkcję profesora nadzwyczajnego na Wydziale Edukacji Muzycznej Uniwersytetu Kazimierza Wielkiego w Bydgoszczy i w Katedrze Fortepianu na Wydziale Instrumentalnego Akademii Muzycznej im. Feliksa Nowowiejskiego w Bydgoszczy.

## Nagrody i wyróżnienia
- Nagroda Primus Inter Pares[2]
- stypendium Ministra Kultury i Sztuki (dwukrotnie)[2]
- Laureatka festiwali i konkursów muzycznych m.in. Konkursu Towarzystwa im. Fryderyka Chopina (wielokrotnie)[2]